# نیروی هوابرد روسیه
 نیروهای هوابرد روسیه یا VDV (از "Vozdushno- desantnye voyska Rossii"، به روسی: Воздушно-десантные войска России، ВДВ؛ نیروهای فرود آمدن هوایی) یک شاخه نظامی از نیروهای مسلح فدراسیون روسیه است. این نیرو برای اولین بار قبل از جنگ جهانی دوم دو عملیات قابل توجه در هوا و تعدادی پرش کوچکتر در طول جنگ انجام داد و سال‌ها پس از سال ۱۹۴۵ بزرگترین نیروی هوابرد جهان بود. این نیرو پس از انحلال اتحاد جماهیر شوروی شکسته شد و نیروهای خود را در بلاروس و اوکراین از دست داد و از نظر اندازه نیز کاهش یافته‌است.
نیروهای هوابرد روسیه به‌طور سنتی آبی پوشیده کلاه بره و آبی راه راه به نام "desant" (به روسی: Десант) بر سر می‌گذارند.
نیروهای هوابرد روسیه به دلیل تحرک بسیار شناخته شده‌اند و از مقدار زیادی وسایل نقلیه مخصوص طراحی شده برای حمل و نقل هوایی استفاده می‌کنند. آنها کاملاً مکانیزه شده و به‌طور سنتی مکمل بیشتری از سلاح‌های سنگین نسبت به بیشتر نیروهای هوابرد معاصر دارند.

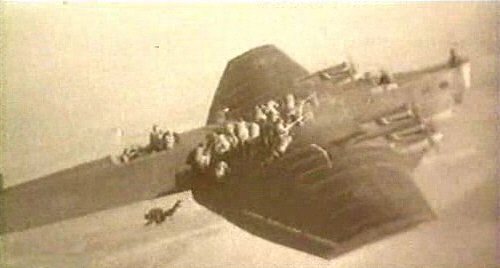
چتربازان اتحاد جماهیر شوروی از Tupolev TB-3 در سال ۱۹۳۰ به پایین می‌پرند

## اسلحه و تجهیزات

نشانه‌های آستین شانه مشترک نیروهای هوایی روسیه

سلاح‌های شخصی و خدمه شامل موارد زیر است: 
- آکا-۷۴ (شامل کیت مدرنیزاسیون KM-AK Obves)[۱۰] و اسلحه‌های تهاجمی AKS-74 و AKS-74U ویژه و کاربرد دفاع شخصی (۳۹ × ۴۵/۵).
- تفنگ‌های حمله آکا-۱۲ کلاشنیکوف (39 mm ۴۵/۵ میلی‌متر).
- RPK-74، مسلسل وزن سبک (39 mm 45/5 mm ۵/۵ میلی‌متر)، که اکنون عمدتاً از خدمات خارج شده و جایگزین PKM / PKP شده‌است.
- PKM، مسلسل با اهداف عمومی (54 mm ۵۴ ۷. ۶۲/۷).
- 6P41 "Pecheneg" (PKP) مسلسل عمومی هدف (54 mm ۶۲٫۶ ۶۲ ۷٫۶۲ میلی‌متر)، در حال حاضر جایگزین PKM به عنوان سلاح‌های هدف کلی در کل نیروهای مسلح روسیه است.
- Dragunov SVD S، اسلحه تک تیرانداز (54 mm ۶۲ ۷. ۷٫۶۲ میلی‌متر).
- SV-98، تفنگ اصلی تک تیرانداز (54 mm ۶۲ ۷. ۶۲/۷ میلی‌متر).[۱۱]
- اسلحه تک تیرانداز ضد ماده ASVK-M Kord-M (108 12 12.7)).[۱۲]
- VSS Vintorez، اسلحه تک تیرانداز (39 mm ۹ میلی‌متر).
- MP-443 Grach، تپانچه نیمه اتوماتیک (Parabellum 19 9 9 میلی‌متر).
- AGS-17 Plamya (شعله)، ۳۰ پرتاب نارنجک خودکار.
- RPO-A "Shmel" (Bumblebee)، موشک پیاده‌نظام موشک، در حال حاضر جایگزین RPO قدیمی "Rys" (سیاهگوش) می‌شود.
- پرتاب موشک ضد تانک آرپی‌جی-۷ یا سیستم‌های مدرن تری مانند RPG-22 و RPG-26.
- 2B14 "Podnos" ۸۲ میلی‌متر یا 120 mm 2S12 Sani در وسایل نقلیه UAZ
- ایگلا سیستم قابل حمل SAM، یا مدرن تر 9K338 "Igla-S".
- 9K333 سیستم SAM قابل حمل "Verba"، در حال حاضر وارد سرویس می‌شود.[۱۳][۱۴]
- 9K111 "Fagot"، 9K115 "Metis"[۱۵] و ۹ ام ۱۳۳ کورنت[۱۶] سیستم ضد تانک قابل حمل توسط نفر.
- اسلحه مخصوص حمله ویژه آ اس وال

### وسایل نقلیه زرهی
برخلاف بقیه واحدهای مکانیزه که از انواع مختلفی از نفربر زره‌پوش و خودروی جنگی پیاده‌نظام مانند سری BMP، سری BTR و MT-LB استفاده می‌کنند، نیروی هوابرد از خودروهای BMD استفاده می‌کند. بیش از ۱۸۰۰ وسیله نقلیه جنگی زره پوش، عمدتاً BMD-1 (از سال ۱۹۶۹) و BMD-2 (از سال ۱۹۸۵) وجود دارد. همچنین بیش از ۱۰۰ دستگاه BMD-3 (۱۹۹۰) وجود داشت که تا حدی به سطح BMD-4 ارتقا یافته بود. همه آنها آبی-خاکی هستند و با سرعتی در حدود ۱۰ کیلومتر بر ساعت در آب حرکت می‌کنند. BMD-4 همچنین برخلاف سایر وسایل نقلیه دیگر با چنین تسلیحات سنگین قادر به آتش کامل و مداوم در آب‌های عمیق است. با این حال برخی از واحدها (مانند کسانی که وظیفه حفظ صلح در بالکان را بر عهده داشتند) از ناوگان زرهی BTR به جای BMD استفاده کرده‌اند. تانک‌های T-72B3 که در سال ۲۰۱۸ به نیروهای هوابرد عرضه شده‌است به روز شده و مجهز به سیستم کنترل خودکار آندرومدا هستند.

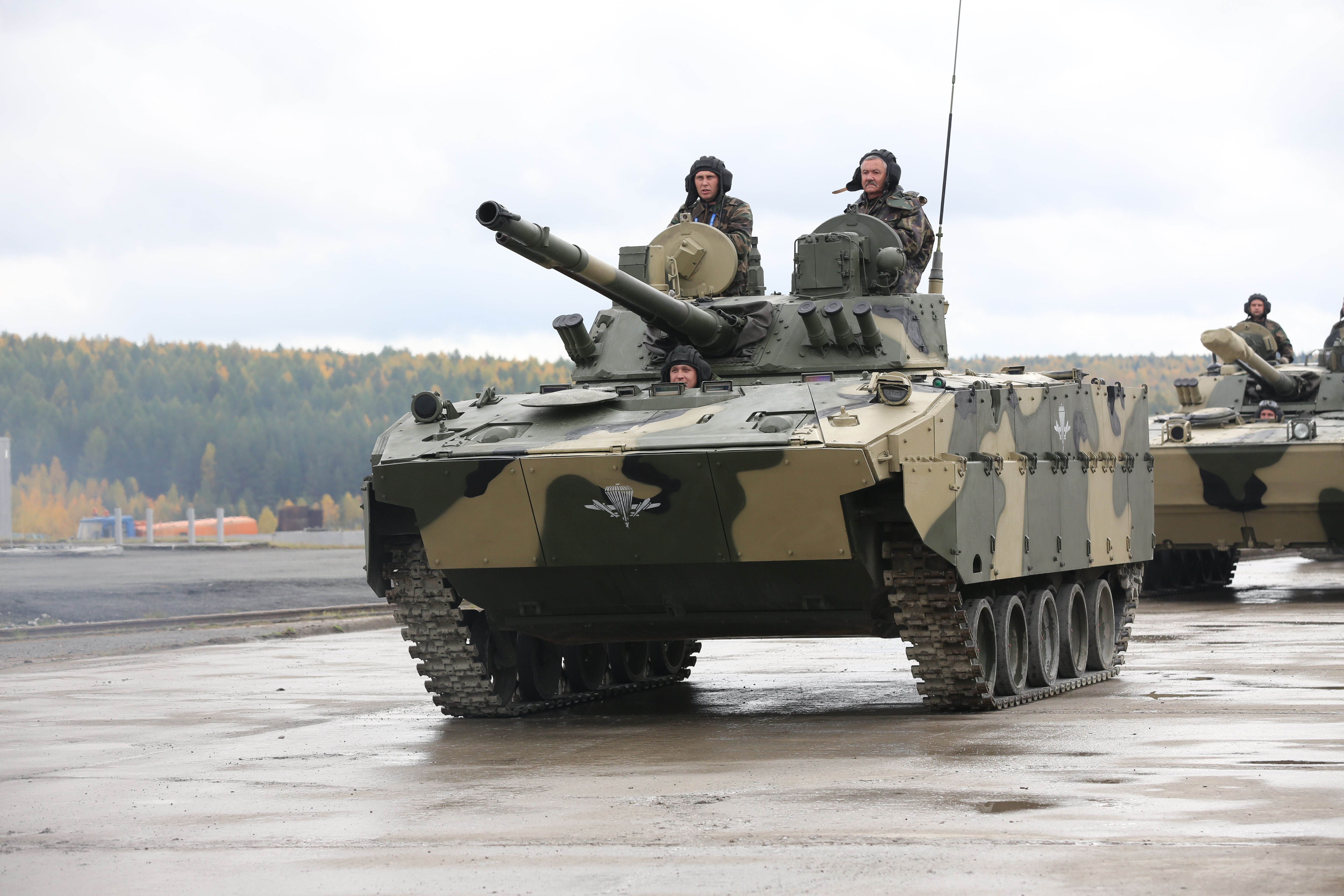
BMD-4 M جدید

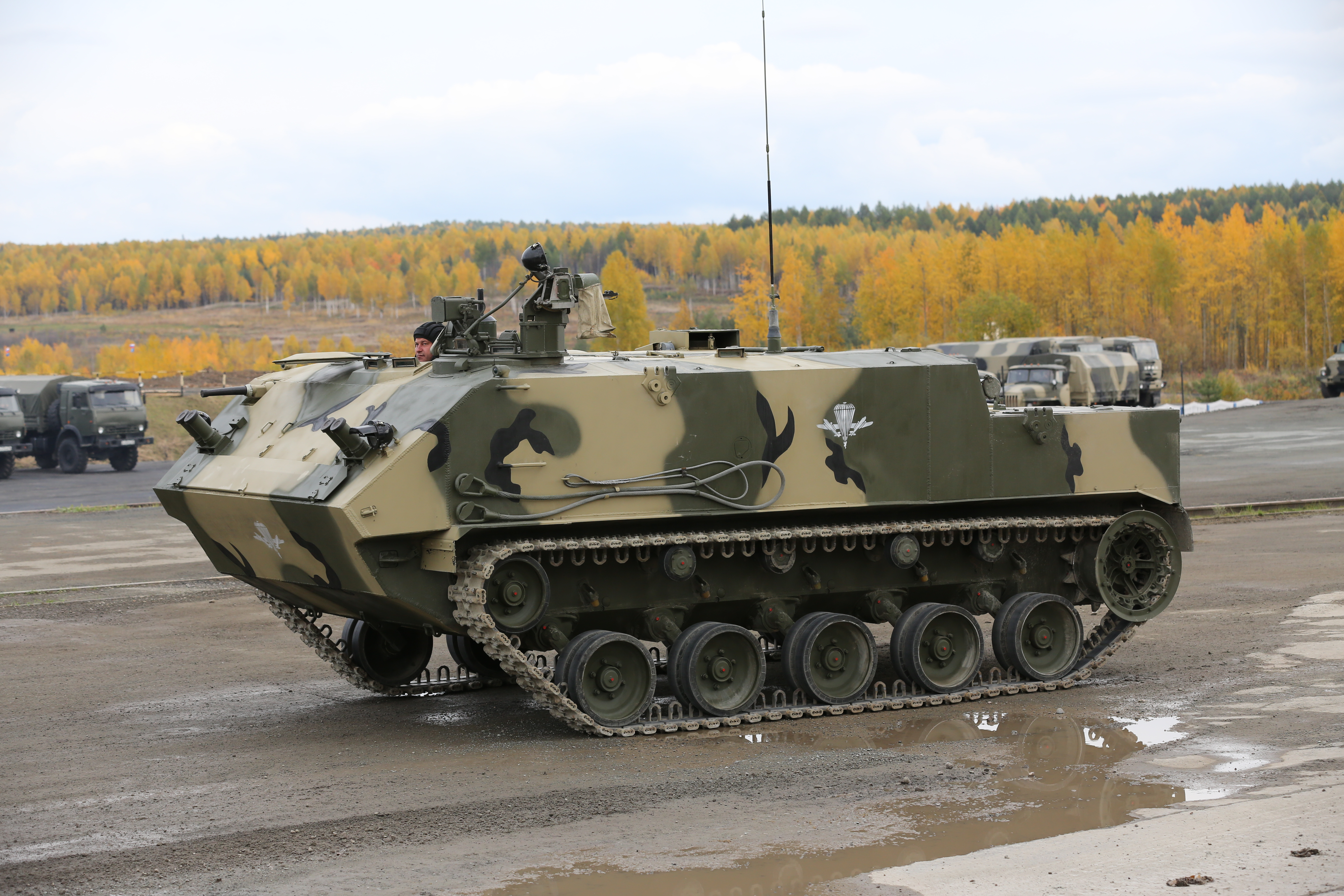
«شل» جدید BTR-MDM

### پهپادها

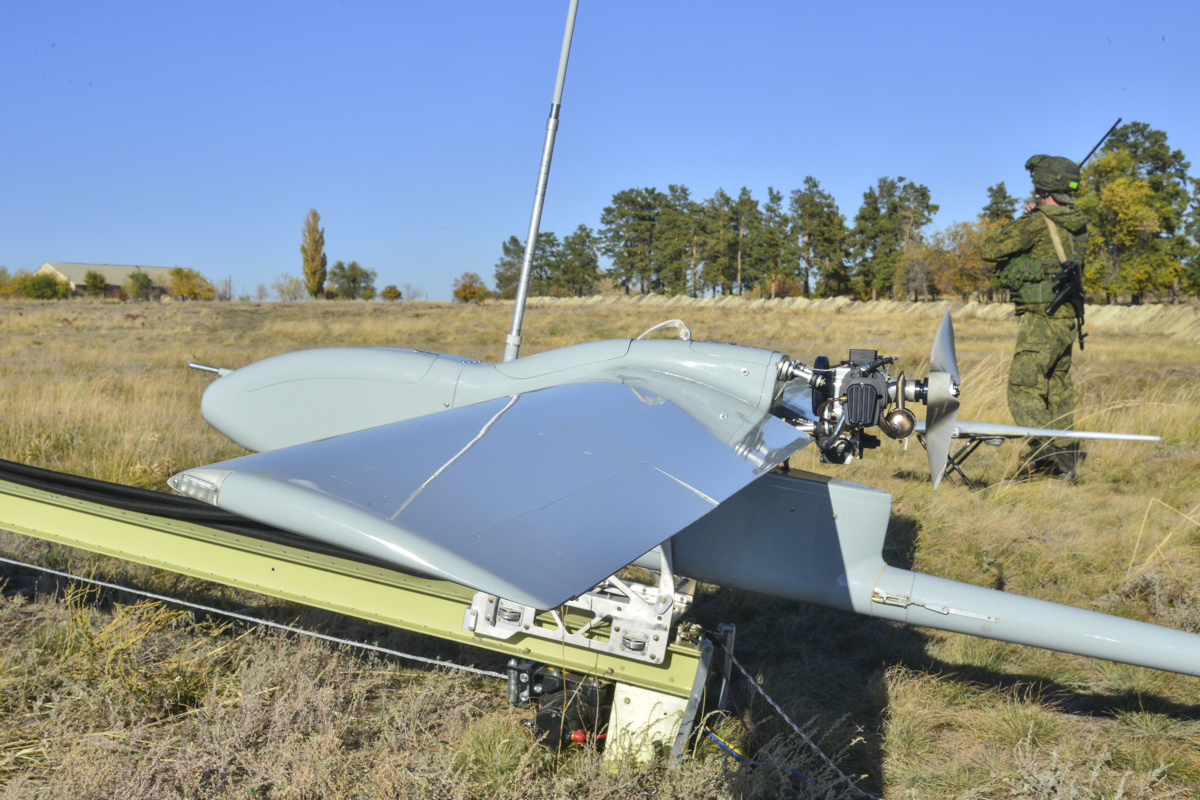
تیپ ۵۶ هوایی سپاه پاسداران جداگانه روسیه. پهپاد گرانات -۴.

- مجتمع کامپکت کاملاً جمع و جور "Iskatel" (جستجوگر) با ۲ پهپاد.[۱۸]
- پهپاد پیچیده Orlan-10.[۱۹]
- پهپاد پیچیده گرانات.[۲۰]
- پهپاد پیچیده Takhion.[۲۱]